# Crichtonpelta
Crichtonpelta benxiensis
Genre
Espèce
Espèces de rang inférieur
- † Crichtonpelta benxiensis Lü, 2007
- † Crichtonsaurus bohlini Dong, 2002

Crichtonpelta est un genre éteint de dinosaures herbivores, un ankylosauridé ayant vécu en Chine au Crétacé supérieur (Cénomanien - Turonien), soit il y a environ entre 100,5 et 72,2 millions d'années. Selon Paleobiology Database en 2022, le genre est resté monotypique et la seule espèce est Crichtonpelta benxiensis

## Historique
En 2007, Lü Junchang, Ji Qiang, Gao Yubo et Li Zhixin ont nommé et décrit une deuxième espèce de Crichtonsaurus : Crichtonsaurus benxiensis. Le nom spécifique fait référence au musée géologique de Benxi.
L'holotype, référencé BXGMV0012, est un crâne trouvé près de Beipiao dans une couche de la formation géologique de Sunjiawan datant probablement du Cénomanien-Turonien. Le spécimen BXGMV0012-1, un squelette dépourvu de crâne, découvert dans la même carrière que l'holotype, a été référé à l'espèce. En outre, un squelette avec un crâne, présenté par le musée des fossiles de Sihetun sous la forme d'un spécimen de Crichtonsaurus bohlini, a été désigné en 2014 comme Crichtonpelta. En 2017, un quatrième spécimen provenant de la même carrière que l'holotype G20090034 a été décrit. Il consiste en un crâne dépourvu du museau antérieur.
En 2014, Victoria Arbour a conclu que Crichtonsaurus était un nomen dubium. Par conséquent, elle a nommé un genre distinct pour sa deuxième espèce: Crichtonpelta.
En 2015, le nom de genre Crichtonpelta a été validé par Arbour et Philip John Currie. L'espèce type est Crichtonsaurus benxiensis ; la combinatio nova est Crichtonpelta benxiensis. Il était possible que, bien que Crichtonsaurus bohlini fût un nomen dubium, ses matériaux fossiles appartenaient en fait à Crichtonpelta[pas clair]. Arbor a toutefois noté de nettes différences dans l'omoplate et l'humérus entre BXGMV0012-1 et LPM 101, un spécimen précédemment référé à Crichtonsaurus bohlini : l'omoplate du premier a un acromion en forme d'onglets et son humérus une crête delto-pectorale beaucoup plus longue.

## Étymologie
Le nom générique combine une référence à Michael Crichton, l'auteur de Jurassic Park, avec un grec πέλτη, peltè, "petit bouclier". À l’époque, il s’agissait d’un nomen ex dissertatione invalide.

## Description
Arbor a établi plusieurs traits distinctifs, dont une autapomorphie (trait dérivé unique) : le sommet du quadrato-jugal est dirigé vers le haut. Une combinaison de traits non uniques est également présente : l'armure supérieure du museau forme une masse amorphe, qui n'est pas clairement séparée en tuiles distinctes[pas clair]. L'os jugal est plus profond que celui de Pinacosaurus. Le toit du crâne n'est pas entaillé au niveau de l'os lacrymal comme chez Pinacosaurus grangeri. Les cornes squamosales sont plus courtes que celles de Pinacosaurus mephistocephalus. Cependant, ces cornes sont plus longues et plus pointues que celles de Gobisaurus ou de Shamosaurus. La pointe de la corne de joue est située sur le bord arrière. La crête transversale sur le dessus du crâne arrière a deux points.
L'holotype de Crichtonpelta est un peu plus grand que Crichtonsaurus, lui-même long d'environ trois à quatre mètres. Il est difficile de savoir si Crichtonpelta possédait déjà une massue en bout de queue.
Crichtonpelta était, au sein des Ankylosauridae, placé dans les Ankylosaurinae, en position basale. Si cela est correct, cela en fait le plus ancien ankylosauriné connu.